# Lichomolgus diversus
Lichomolgus diversus är en kräftdjursart. Lichomolgus diversus ingår i släktet Lichomolgus och familjen Lichomolgidae. Inga underarter finns listade i Catalogue of Life.